# Matija Pecotić
Matija Pecotić (* 3. Juli 1989 in Belgrad, SR Serbien, SFR Jugoslawien) ist ein kroatischer Tennisspieler.

## Persönliches
Pecotićs Familie zog nach Malta als er drei Jahre alt war. Seine Eltern sind Kroaten, er selbst wurde aber in Belgrad geboren.

## Karriere
Pecotić spielte sehr selten auf der ITF Junior Tour. In der Jugend-Rangliste erreichte er mit Rang 1023 seine höchste Notierung. 2007 spielte er für Malta bei den Spielen der kleinen Staaten von Europa. Von 2009 bis 2013 absolvierte er ein Studium im Fach Politik an der Princeton University, wo er auch College-Tennis spielte. Obwohl zu Beginn sehr unbekannt, wurde er zu einem der besten College-Spieler seiner Universität. In einem letzten Jahr war er die Nummer 2 aller College-Spieler der USA.
2012 spielte er sein erstes Profiturnier, aber erst 2014 nahm er regelmäßig an Turnieren teil. In diesem Jahr schaffte er durch zahlreiche Halbfinal- und zwei Finalteilnahmen auf der ITF Future Tour den Sprung auf Platz 580 am Ende des Jahres. 2015 wurde zum besten Jahr seiner Karriere. Er gewann vier Einzel- und zwei Doppeltitel auf der Future Tour. Auf der höherdotierten ATP Challenger Tour konnte er in Suzhou das Finale erreichen, das er gegen Dudi Sela verlor. Zuvor war er nie weiter als die zweite Runde gekommen. Im November 2015 stieg er im Einzel auf Platz 206 und im Doppel auf Rang 485, was jeweils sein Karrierehoch ist. Nach einer fast einjährigen Pause in Folge einer Verletzung erreichte er in Gatineau das Halbfinale im August 2016, wodurch er wieder in die Top 350 einstieg.
Von 2017 bis 2019 absolvierte er ein Masters-Studium an der Harvard Business School, wo er nebenbei als Tennis-Assistenztrainer fungierte.
2019 kehrte er auf die Tour zurück und gewann in der zweiten Jahreshälfte auf Anhieb fünf Turniere, was ihm zu Platz 445 verhalf. 2020 stieg er durch einen weiteren Titel bis auf Platz 333. Nach der Coronapause spielte er erst wieder regelmäßig, schaffte 2021 aber keine Titel zu gewinnen. Er gründete in diesem Jahr ein Immobilienunternehmen und spielte fortan weniger Turniere und lediglich solche, die in der Nähe stattfanden. Er verlor einige Plätze und schloss 2022 das Jahr auf Rang 833 ab. Dennoch gelang es ihm oft deutlich besser platzierte Spieler zu schlagen, so etwa die Nummer 155 der Welt Stefano Travaglia in der Qualifikation zum ATP-Tour-Event in Umag. Er gewährte ihm nur einen Spielgewinn. Anfang 2023 gehörte Pecotić zum kroatischen Team, das zum erstmals ausgetragenen United Cup antrat. Er kam im nicht mehr fürs Ergebnis relevante Mixed-Doppel gegen Frankreich zum Einsatz und verlor an der Seite von Petra Marčinko. Im Februar 2023 konnte Pecotić beim ATP-Turnier in Delray Beach gegen Jack Sock erstmals ein Match auf ATP-Niveau gewinnen, nachdem er sich zuvor durch die Qualifikation gekämpft hatte.